# Astragalus concordius
Astragalus concordius es una especie de planta del género Astragalus, de la familia de las leguminosas, orden Fabales.
Fue descrita científicamente por S. L. Welsh.